# Konference o budoucnosti Evropy
Konference o budoucnosti Evropy (anglicky: Conference on the Future of Europe, francouzsky: Conférence sur l'avenir de l'Europe) je politický orgán, který na konci roku 2019 svolaly společně Evropská komise a Evropský parlament. Má být diskusní platformou, která by měla rozhodnout o dalším vývoji Evropské unie, a významná je především tím, že do ní mají být silně zapojeni občané EU.
Oficiálně byla zahájena 9. května 2021 (na Den Evropy). Během jednoho roku by měla by formulovat budoucnost evropské demokracie a nastínit další kroky v evropské integraci.
Jednotlivé součásti Konference jsou:
- vícejazyčná digitální platforma,
- decentralizované akce,
- panelové diskuse evropských občanů,
- plenární zasedání Konference.[4]

## Pozadí
Konference byla ústředním tématem evropské liberální strany ALDE a francouzského prezidenta Emmanuela Macrona (Obnovte Evropu) při jednáních o vytvoření nové Evropské komise po evropských volbách v roce 2019. Francouzský prezident předložil řadu reformních návrhů již ve svém projevu na Sorbonně v roce 2017, ale většina z nich zůstala tehdy nevyslyšena.
Cílem konference je projednat se všemi institucemi EU, členskými státy a občany EU, jak by měla vypadat budoucnost Evropské unie 17 let po Konventu u budoucnosti Evropy. Důraz je kladen na institucionální reformy s cílem napravit dosud existující demokratické deficity a zajistit, aby byla EU, která má nyní 27 členských států, byla schopnější jednat. Potřeba změn se ukazuje za nezbytnou, v neposlední řadě s ohledem na odchod Spojeného království z Unie, selhání principu tzv. „Spitzenkandidaten“ v roce 2019 a nedostatek shody mezi národními vládami v naléhavých otázkách, jako je uprchlická krize, zahraniční politika a současná změna klimatu.

Nově zvolená předsedkyně Evropské komise Ursula von der Leyen poté Konferenci zahrnula do svého politického programu. Ve svém projevu o politických směrech pro budoucí Komisi popsala Konferenci takto:'
„Chci, aby se občané mohli vyjádřit na Konferenci o budoucnosti Evropy, která začne v roce 2020 a bude trvat dva roky. Cílem této konference je spojit Evropany a dát našim mladým lidem, občanské společnosti a evropským institucím silný hlas rovnocenných partnerů. Musí být dobře připravena: s jasně definovaným rámcem a jasnými cíli, které byly předem schváleny Parlamentem, Radou a Komisí. Jsem připravena pokračovat v tom, co bylo dohodnuto, v případě potřeby včetně legislativních opatření. Jsem také otevřená změnám Smlouvy.“

## Historie

### Německo-francouzský neoficiální dokument
V listopadu 2019 navrhla francouzská a německá vláda ve svém „neoficiálním dokumentu následující harmonogram Konference:
- 12.–13. prosince 2019 – první diskuse na zasedání Evropské rady
- leden 2020 – stanovení konceptu a institucionálního mandátu Konference
- únor 2020 – zahájení 1. fáze (zejména nadnárodní seznamy, systém vedoucích kandidátů, otázky týkající se účasti občanů v institucích / záležitostech EU)
- červenec 2020 – Zahajovací konference 2. fáze v Bruselu
- druhá polovina roku 2020 – zahájení celounijních setkání odborníků a dialogů s občany (orgány EU a členskými státy)
- 2021 – Tematické a střednědobé hodnotící konference
- první polovina roku 2022 – závěrečná konference

V dokumentu byla rovněž vyjádřena očekávání konkrétních výsledků: „Konference by se již měla zavázat v interinstitucionálním mandátu k dosažení jasných a konkrétních výsledků. Závěrečný dokument s doporučeními by měl být předložen k projednání a realizaci Evropské radě."

### Evropský parlament
16. října 2019 zřídil Evropský parlament pracovní skupinu pro Konferenci o budoucnosti Evropy. Pracovní skupina se skládá z předsedy Evropského parlamentu, jednoho zástupce z každé politické skupiny EP a jednoho zástupce z Výboru pro ústavní záležitosti (AFCO), konkrétně:
Úkolem pracovní skupiny bylo vypracovat návrh pozic Parlamentu s ohledem na rámec, dobu trvání, vedení, strukturu, zúčastněné strany, cíle a očekávané výsledky Konference. V tomto ohledu rovněž konzultuje s ostatními institucionálními aktéry EU, jako je např. Výbor regionů, jakož i se zástupci občanské společnosti. Na konci prosince 2019 vypracovala pracovní skupina první návrh struktury konference. Mimo jiné požadovala následující body:
- Evropský parlament má hrát vedoucí úlohu.
- Ústřední roli má hrát až šest občanských shromáždění – v nich by zástupci z celé Evropy měli vypracovat doporučení, která budou následně předána orgánům EU. Na těchto shromážděních by mělo být přibližně 200 účastníků, kteří budou debatovat o dříve stanoveném politickém tématu. Setkání se mají konat v různých evropských městech za účasti občanů ze všech členských států.
- Konferenci povede řídící výbor složený ze zástupců Evropské komise, Evropské rady a sedmi politických skupin v Evropském parlamentu.
- Instituce EU by měly návrhy implementovat v konkrétních legislativních projektech nebo dokonce ve změnách smlouvy o EU – zástupci Komise EU, Rady, Evropského parlamentu a národních parlamentů, všech politických orgánů, které se budou podílet na (možné) ratifikaci. Měli by být také zapojeni zástupci regionálních parlamentů a občanské společnosti.
- Vyjednané legislativní návrhy mají být znovu předloženy občanským shromážděním tak, aby odpovídaly jejich představám.
- Instituce EU by se měly zavázat k provedení doporučení do zákonů nebo změn smluv.
- Předsedové skupiny schválili návrh pracovní skupiny. Bude o něm hlasováno jako o usnesení na lednovém plenárním zasedání a bude projednáno s Evropskou komisí a Radou.
- Konference měla začít 9. května 2020.

Usnesení Evropského parlamentu bylo odhlasováno na plenárním zasedání v lednu 2020.

### Rada Evropské unie
Rada EU dlouho Konferenci o budoucnosti Evropy odmítala projednávat. Teprve když 18. června 2020 Evropský parlament „důrazně“ požádal Radu, aby se ke Konferenci o budoucnosti Evropy konečně vyjádřila, přijala Rada EU 24. června 2020 stanovisko ke Konferenci.  V něm Rada požadovala, aby konference začala co nejdříve a měla by se zaměřit zejména na digitální formáty. Ve stanovisku Rada uvedla, že by Konference měla by zahrnovat co nejvíce zúčastněných stran (včetně všech institucí EU a členských států) a zabývat se mnoha tématy. Jako klíčová byly označeny témata koronavirové krize a změny klimatu, sociální výzvy, inovace, digitální transformace a mezinárodní spolupráce. Zároveň však Rada ve stanovisku uvádí, že Konference není úmluvou, a proto nemůže rozhodovat o změnách Smlouvy o EU. Podle členských států by výsledky Konference měly být shrnuty pouze ve společném prohlášení. To by znamenalo, že z Konference nebudou vyplývat žádné přímé legislativní iniciativy ani závazky. Rada v prohlášení rovněž zdůraznila, že výsady všech orgánů musí zůstat nedotčeny.

### Výsledná jednání
Dne 23. března 2020 podepsali tři předsedové společné prohlášení, které je základem Konference.  Jako důležitá součást Konference byly stanoveny tzv. občanská fóra, která by měla ukazovat názory reprezentativního průřezu populace a měla by být organizována digitálně a vícejazyčně. Jako důležitá součást byla také uvedena online Platforma, na které by si občané mohou vyměňovat své návrhy a diskutovat o nich. Rovněž je stanoveno, že výkonný výbor by měl sestávat ze tří zástupců a až čtyř náhradníků z každé ze tří institucí, jakož i zástupců Výboru regionů a Hospodářského a sociálního výboru jako pozorovatelů. Průběžné výsledky by měly být projednány na společném plenárním zasedání nejméně jednou za šest měsíců. Byla stanovena také hlavní témata Konference.

## Posun Konference kvůli pandemii
Kvůli covidové pandemii, která vypukla počátkem roku 2020, byl původní harmonogram Konference odložen. Nakonec došlo ke spuštění digitální diskusní platformy konference 19. dubna 2021 a samotná konference byla slavnostně zahájena na Den Evropy 9. května 2021.

## Organizace Konference

### Předsedové
Konferenci předsedají předsedové tří hlavních orgánů EU:

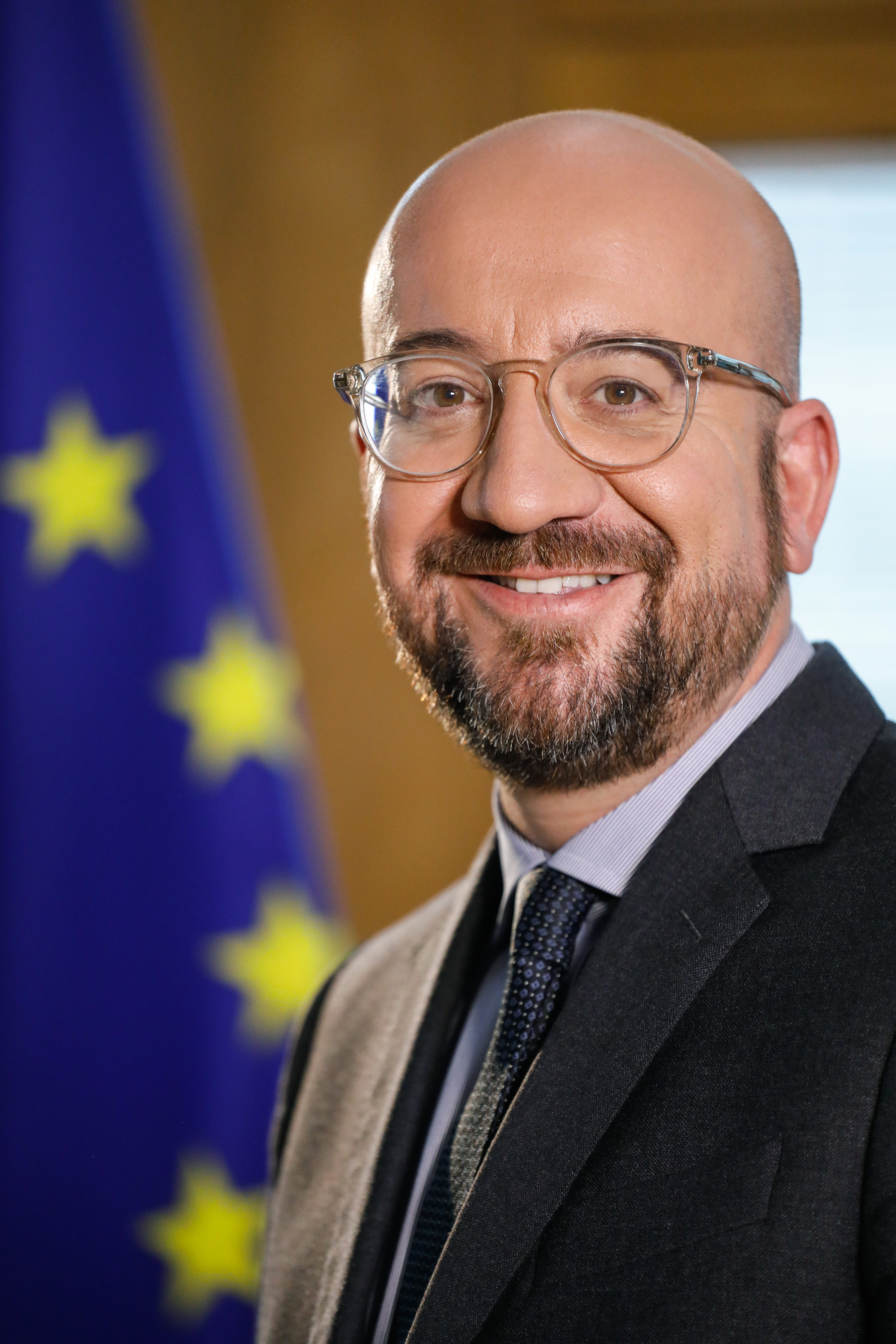
Předseda Evropské rady Charles Michel ( RE)
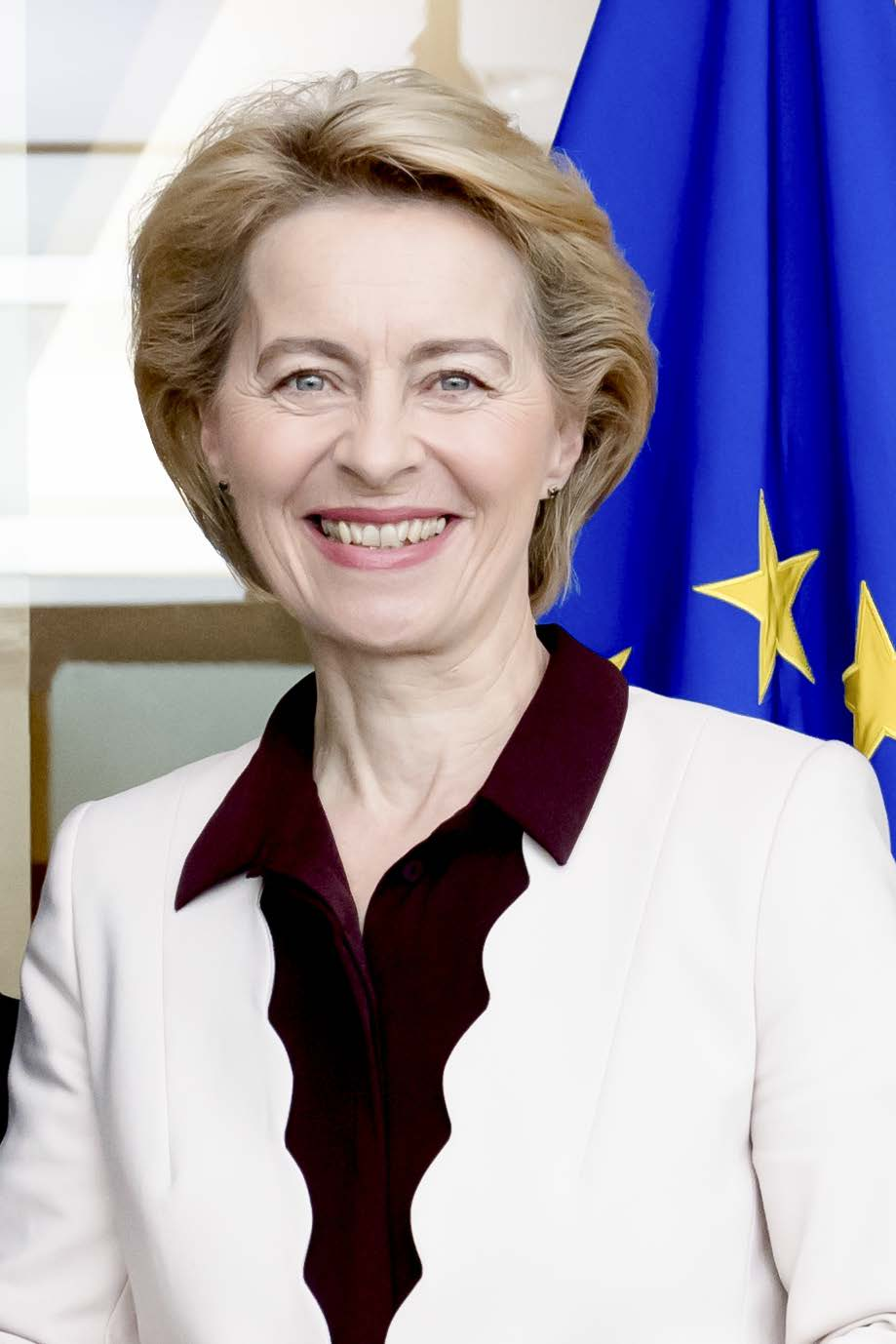
Předsedkyně Evropské komise Ursula von der Leyenová ( EVP)
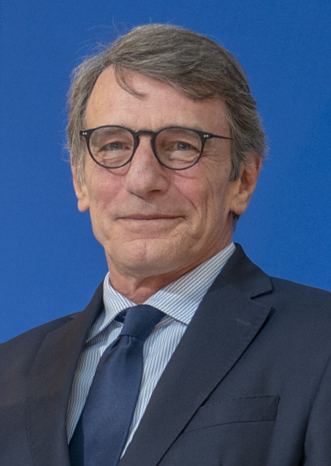
Předseda Evropského parlamentu David Sassoli ( S&D)

### Členové výkonného výboru
Výkonný výbor jako správní řídící orgán konference se skládá z:  
| Příjmení               | země                   | Skupina EP             | funkce |
| Za Evropský parlament: | Za Evropský parlament: | Za Evropský parlament: | Za Evropský parlament:                                                                                         |
| ---------------------- | ---------------------- | ---------------------- | --- |
| Guy Verhofstadt        | Belgie                 | RE                     | Spolupředseda (předseda jmenovaný parlamentem)                                                                 |
| Manfred Weber          | Německo                | EPP                    | Zástupce (vedoucí skupiny)                                                                                     |
| Iratxe García Pérez    | Španělsko              | S&D                    | Zástupce (vedoucí skupiny)                                                                                     |
| Za Radu EU:            |                        |                        | |
| Ana Paula Zacarias     | Portugalsko            | S&D                    | Státní tajemník pro Evropu (spolupředseda do konce portugalského předsednictví v Radě EU v polovině roku 2021) |
| Gašper Dovžan          | Slovinsko              | EPP                    | Státní tajemník pro Evropu (spolupředseda od poloviny roku 2021 za slovinské předsednictví v Radě EU )         |
| Clement Beaune         | Francie                | RE                     | Státní tajemník pro Evropu (spolupředseda od začátku roku 2022 za francouzské předsednictví v Radě EU)         |
| Za Evropskou komisi:   |                        |                        | |
| Dubravka Šuica         | Chorvatsko             | EPP                    | Spolupředseda (místopředsedkyně Komise pro demokracii a demografii)                                            |
| Maroš Šefčovič         | Slovensko              | S&D                    | Zástupce (místopředsedkyně Komise pro interinstitucionální vztahy )                                            |
| Věra Jourová           | Česko                  | RE                     | Zástupce (místopředsedkyně Komise pro hodnoty a transparentnost)                                               |

Zasedání výkonného výboru se dále účastní pozorovatelé z Evropského parlamentu, Rady EU, Výboru regionů, Evropského hospodářského a sociálního výboru, podnikatelského svazu BusiennesEurope a odborové konfederace ETUC.

### Vícejazyčná digitální platforma
Digitální platforma je centrálním prvkem celé konference – slouží jako nástroj, jehož prostřednictvím se může každý občan EU zapojit do Konference a vyjádřit se. Jsou zde také shromažďovány informace o všech akcích souvisejících s Konferencí, je zde možné sledovat pokrok a výsledky konference.

### Decentralizované akce
Součástí Konference jsou také online akce, prezenční akce a jejich kombinace, pořádané občany, organizacemi nebo celostátními, regionálními a místními orgány po celé Evropě.
Témata jsou předem rozdělena do 10 kategorií:
- změna klimatu a životní prostředí,
- zdraví,
- silnější ekonomika, sociální spravedlnost a pracovní místa,
- EU ve světě,
- hodnoty a práva, právní stát, bezpečnost,
- digitální transformace,
- evropská demokracie,
- migrace,
- vzdělání, kultura, mládež a sport,
- jiné nápady.

### Panelové diskuse evropských občanů
Během Konference proběhnou čtyři panely evropských občanů ve formátu občanského shromáždění. Každé z nich se bude skládat z 200 náhodně vybraných občanů zemí EU s tím, že výběr bude proveden z širšího spektra tak, aby splňoval stanovená kritéria - z každé země EU minimálně jeden občan a jedna občanka, výběr musí být reprezentativní z hlediska zeměpisného původu, genderu, věku, socioekonomického zázemí a úrovně vzdělání. Jednu třetinu každého panelu budou tvořit mladí lidé ve věku 16 až 25 let.
Panely mají mít přípravnou fázi, fázi sdílení informací a fázi zpětné vazby; setkávat se mají na různých místech.
Stanovená témata panelů jsou:
- Hodnoty a práva, právní stát, bezpečnost;
- Změna klimatu a životní prostředí/Zdraví;
- Silnější ekonomika, sociální spravedlnost a pracovní místa/Vzdělávání, kultura, mládež a sport/Digitální transformace; a
- EU ve světě/Migrace.[19]

Zástupci z každé panelové diskuse se účastní Plenárního zasedání Konference.

### Plenární zasedání Konference
Jádrem Konference budou plenární zasedání, které se skládá z: 
- 108 poslanců Evropského parlamentu,
- 54 zástupců Rady (2 za každý členský stát),
- 3 členů Evropské komise,
- 108 zástupců ze všech národních parlamentů

- 108 občanů „k diskusi o nápadech z občanských fór a vícejazyčné digitální platformy“ - z toho:
  - 80 zástupců z Panelových diskusí evropských občanů, z nichž alespoň třetina (27) je mladší 25 let
  - 27 z národních občanských fór nebo z akcí spojených s konferencí (1 za členský stát)
  - předseda Evropského fóra mládeže

- 18 zástupců
  - Evropského výboru regionů a
  - Evropského hospodářského a sociálního výboru
- 8 zástupců sociálních partnerů a občanské společnosti.

- Jako pozorovatel:
  - Vysoký představitel Evropské unie pro zahraniční věci a bezpečnostní politiku, pokud se bude projednávat mezinárodní role EU
  - Mohou být pozváni také zástupci hlavních zúčastněných stran

Do diskuse mohou být přizváni také zástupci klíčových zúčastněných subjektů.
Plenární zasedání konference bude genderově vyvážená.
Témata debat by měla vycházet z doporučení občanských fór a příspěvků vícejazyčné digitální Platformy.

### Výsledky, zpráva
Konečný výsledek konference bude představen ve zprávě společnému předsednictví. Trojice orgánů by následně měla co nejdříve rozhodnout, jak co nejúčinněji – v rámci svých pravomocí a v souladu se smlouvami EU – naváže na tuto zprávu pomocí konkrétních opatření.

## Průběh

### Online účast (od dubna 2021)
Dialog s občany začal 19. dubna 2021 spuštěním on-line platformy na adrese futureu.europa.eu, na které lze předkládat a diskutovat o reformních návrzích. Kromě toho je v Evropě již plánováno mnoho online akcí. 

### Zahajovací ceremoniál (9. května 2021)
U příležitosti Dne Evropy 2021, během portugalského předsednictví Rady, byla konference slavnostně zahájena v Evropském parlamentu. Mluvilo to mezi ostatními Předsedkyně Komise Ursula von der Leyen a francouzský předseda Emmanuel Macron. Ten zejména zdůraznil význam „velkých snů a ambicí“. 
V době zahájení konference stále nebylo jasné, kdo přesně by měl být zastoupen v ústředním „plenárním zasedání“ pro 433 osob. V pozadí stojí zejména pokračující spor mezi evropskými institucemi a členskými státy o tom, jak rozsáhlý by měl být vliv konference a kdo by měl nakonec rozhodnout o jejích výsledcích. Zatímco zejména Evropský parlament by chtěl iniciovat co nejširší možné slovo pro občany a zahájit reformy, národní vlády by tomu spíše zabránily. 

## Úmluva občanské společnosti o budoucnosti Evropy
S ohledem na skutečnost, že zástupci občanské společnosti nebyli, přes původní proklamace o zapojení občanského sektoru do Konference o budoucnosti Evropy, byla v únoru 2021 ustavena tzv. Úmluva občanské společnosti o budoucnosti Evropy, která spojuje více než 75 evropských sítí a platforem sídlících po celé Evropě, které spojují miliony aktivních občanů ze všech oblastí života: od vzdělávání po kulturu, sociální začlenění, životní prostředí, správu věcí veřejných a transparentnost. Své úmysly vyhlásili v tzv. „Deklaraci občanské společnosti“. Úmluva se zaměří na následující tematické okruhy:
- Boj proti změně klimatu a výzvy v oblasti životního prostředí,
- sociální Evropa,
- digitální transformace Evropy,
- nás evropský život,
- demokratické základy Unie, posílení demokratických procesů, jimiž se řídí Evropská unie – Učinit z Evropy projekt občanů.

## Situace v České republice
V České republice je plánována série debat se širokou veřejnost pořádaných ve všech krajích regionálními Eurocentry. Akce mají být zaměřené jak na obecné otázky týkající se fungování a směřování EU, tak na otázky specifické pro každý region. Debaty mají být doplněny o řadu dalších regionálních akcí zahrnujících přednášky pro školy či semináře a workshopy konkrétněji věnované jednotlivým dílčím tématům. Kromě toho se má pod záštitou Konference uskutečnit i řada akcí pořádaných dalšími organizacemi a subjekty z řad občanské společnosti.
Slavnostní zahájení Konference o budoucnosti Evropy je v České republice proběhlo 3. června 2021 v Hrzánském paláci a bylo přenášeno i on-line. První regionální konference proběhla v Plzni 7. června 2021.
Také v České republice vznikla ke Konferenci o budoucnosti Evropy občanská iniciativa, která podněcuje diskusi v rámci občanské společnosti.